# Chiefs Manawa
Pour les articles homonymes, voir Chiefs.
Ne doit pas être confondu avec Chiefs (rugby à XV).
Actualités
Les Chiefs Manawa sont une franchise fédérale féminine néo-zélandaise de rugby à XV basée à Hamilton. Fondée en 2021, l'équipe dispute le Super Rugby Aupiki. C'est la section féminine des Chiefs, sous l'autorité de la fédération provinciale de Waikato. La franchise représente également les provinces de Bay of Plenty, Taranaki et des Counties Manukau.

## Histoire

### Création
L'histoire des Chiefs Manawa se met en route en mai 2021, lors d'un match à l'Eden Park contre les Blues ; c'est la première fois qu'une rencontre féminine de rugby à XV au format Super Rugby se joue en Nouvelle-Zélande. Il est organisé en lever de rideau du match Blues-Chiefs joué chez les hommes. Pour des raisons de sponsoring, l'équipe s'appelle alors Waitomo Wahine Chiefs. Les visiteuses s'imposent 39 à 12.
Le 5 octobre suivant, la fédération néo-zélandaise dévoile son projet de compétition professionnelle de franchises : le Super Rugby Aupiki, qui doit démarrer en mars 2022. L'effectif est dévoilé le mois suivant : il compte seize internationales.

### Nom et identité
Pour sa première saison de compétition officielle, la franchise dévoile son nom, s'appelant Chiefs Manawa. Le terme chiefs renvoie évidemment à l'équipe masculine. Le mot manawa est lui une agglomération de mana (la force spirituelle, mais aussi le cœur au sens large) et wahine (la femme, l'épouse, la demoiselle, la féminité).
L'entraineur Allan Bunting (en) est à l'initiative d'un processus de consultations pour développer l'identité de l'équipe ; y participent notamment Clayton McMillan (en), l'entraîneur des hommes, Luke Crawford, conseiller culturel à la fédération, ainsi que plusieurs joueuses. Ainsi le maillot incorpore de nombreuses références culturelles maories. Le requin-marteau y tient une place prépondérante.

### Les débuts: dans l'ombre de la pandémie
La première saison de Super Rugby Aupiki (en) débute par un report : les Blues étant touchées par la pandémie de Covid-19, elles ne sont pas en mesure de jouer. Les trois autres équipes comptant également des cas de Covid-19, la première journée est repoussée d'une semaine et les Chiefs Manawa disputent à la place un match amical contre Matatū. C'est Leslie-Ann Elder (en) qui est nommée capitaine. Les Chiefs Manawa remportent leur trois rencontres, toutes disputées à domicile puisque la compétition est intégralement organisée à Hamilton à cause de la pandémie. Toutefois les conditions sanitaires poussent la fédération à annuler la finale. Classées premières, les Chiefs Manawa sont déclarées championnes.
En février 2023, Allan Bunting prend les rênes des Black Ferns et Crystal Kaua (en) est nommée pour lui succéder,. La direction annonce que l'équipe porte désormais le même maillot que les hommes. À nouveau, les Chiefs Manawa remportent leurs trois rencontres. Cette deuxième édition (en) est conclue par une phase finale : elles battent assez largement les Hurricanes Poua en demi-finale mais à la surprise de beaucoup d'observateurs, elles sont battues en finale par Matatū (31-33).
En 2024, l'équipe se renforce avec notamment l'arrivée de Renee Holmes, son bourreau de la finale 2023. Parmi les arrivantes, plusieurs autres stars des Black Ferns, Ruby Tui, Chelsea Semple, Ariana Bayler ou encore Krystal Murray. Également signées, deux joueuses étrangères, la fidjienne Bitila Tawake (en) et la japonaise Seina Saito. Annoncées favorites, les Chiefs Manawa vivent une saison plus accrochée que prévu, avec deux défaites consécutives lors des deux dernières journées : la première de leur histoire, face aux Blues, puis une autre contre Matatū. Elles terminent deuxièmes, ce qui leur vaut de jouer la finale à Auckland, sur le terrain des Blues. Cependant, elles s'inclinent 18 à 24. Après la compétition, treize joueuses signent un contrat fédéral. Crystal Kaua quitte la franchise pour devenir sélectionneuse de l'équipe du Brésil, qualifiée pour la Coupe du monde 2025.
Pour la saison 2025, c'est Dwayne Sweeney (en), ancien assistant de Crystal Kaua, qui est nommé entraineur. L'équipe voit le retour de la quadruple championne du monde Kelly Brazier. Deux joueuses reviennent de National Rugby League : Rosie Kelly (Paramatta Eels (en)) et la championne olympique Tenika Willison (en) (Newcastle Knights (en)). Santo Taumata est également de retour après une saison blanche. La Canadienne Shoshanah Seumanutafa a obtenu un contrat après une saison convaincante en Farah Palmer Cup et en équipe nationale. Mais l'effectif perd les Black Ferns Chelsea Bremner et Hannah King.

## Palmarès

### Trophées
- Super Rugby Aupiki :
  - Championnes (1) : 2022 (en).
  - Finalistes (2) : 2023 (en), 2024.

### Bilan par saison
| Saison    | Classement | Pts | MJ | G | N | P | PM  | PE  | Dif. | B | Phase finale                       |
| --------- | ---------- | --- | -- | - | - | - | --- | --- | ---- | - | ---------------------------------- |
| 2022 (en) | 1er        | 14  | 3  | 3 | 0 | 0 | 81  | 23  | +58  | 2 | annulée                            |
| 2023 (en) | 1er        | 13  | 3  | 3 | 0 | 0 | 149 | 92  | +57  | 1 | Finaliste (31-33 contre Matatū)    |
| 2024      | 2e         | 20  | 6  | 4 | 0 | 2 | 190 | 130 | +60  | 4 | Finaliste (18-24 contre les Blues) |
| 2025      | 3e         | 16  | 6  | 3 | 0 | 3 | 169 | 127 | +42  | 4 | non qualifiées                     |